# Eulogio Sánchez Airport
Eulogio Sánchez Airport är en flygplats i Chile.   Den ligger i provinsen Provincia de Santiago och regionen Región Metropolitana de Santiago, i den södra delen av landet, i huvudstaden Santiago de Chile. Eulogio Sánchez Airport ligger 653 meter över havet.
Terrängen runt Eulogio Sánchez Airport är varierad. Runt Eulogio Sánchez Airport är det mycket glesbefolkat, med 2 invånare per kvadratkilometer.. Närmaste större samhälle är Santiago de Chile, 9,4 km väster om Eulogio Sánchez Airport. 
Omgivningarna runt Eulogio Sánchez Airport är i huvudsak ett öppet busklandskap.